# Jahodník
Jahodník (Fragaria) je rod rostlin z čeledi růžovité (Rosaceae). Zahrnuje asi 20 druhů rozšířených především v mírném pásu severní polokoule. Plodem jahodníku je souplodí nažek na šťavnatém zdužnatělém květním lůžku, plod je nazýván jahoda. Jahody jsou oblíbeným ovocem. Kulturní jahodníky byly vyšlechtěny z několika druhů divokých jahodníků. Pěstovaná kulturní forma je nazývána jahodník velkoplodý (Fragaria annanassa) a byla vyšlechtěna v roce 1766 zahradníkem francouzského krále Ludvíka XV. Antoniem Duchesneem. Ze všech 43 popsaných druhů jsou zřejmě předkem kulturních jahod jen dva.

## Popis

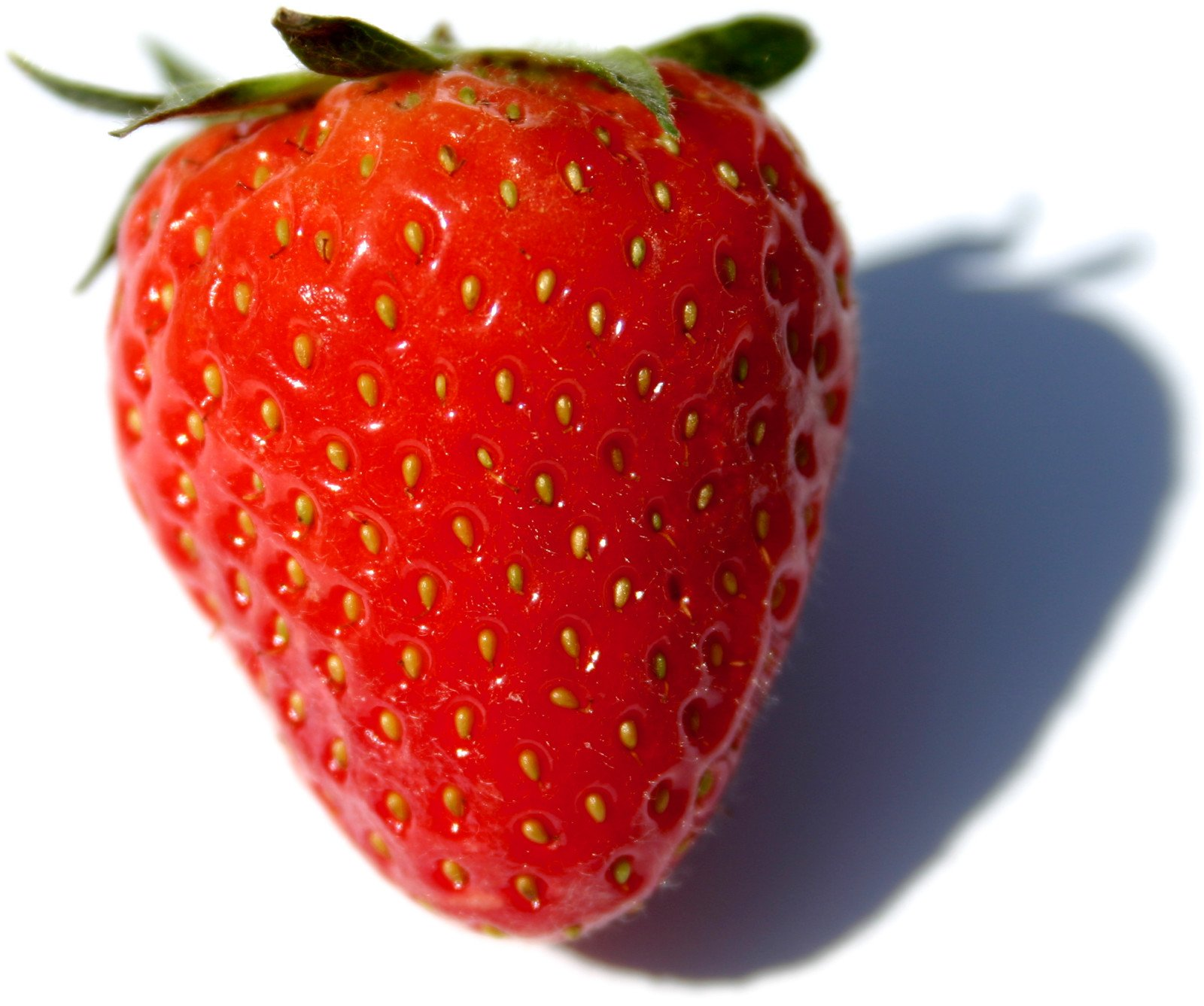
Kulturní jahoda

Jahodníky jsou vytrvalé byliny se střídavými trojčetnými nebo méně často se zpeřeně pětičetnými listy v přízemní růžici, s pochvovitými palisty srůstajícími s bází řapíku. Rostliny mají jednoduchý nebo větvený podzemní oddenek, na jehož koncích vyrůstají listové růžice. V paždí přízemních listů se často tvoří nadzemní šlahouny, jejichž prostřednictvím se rostlina vegetativně rozmnožuje. Květy jsou pravidelné, pětičetné, oboupohlavné (fyziologicky ovšem nezřídka jednopohlavné), ve vzpřímených okolíkovitých vrcholících. Kalich je pětičetný, lístky kalicha se střídají s drobnějšími lístky kalíšku. Korunní lístky jsou bílé nebo nažloutlé, delší než kalich, zpravidla se překrývají. Tyčinek je mnoho (nejčastěji 20). Semeníky jsou volné, drobné, v hojném počtu na vyklenutém květním lůžku. Plodem jsou drobné nažky spočívající na zdužnatělém kulovitém nebo kuželovitém květním lůžku.

Rod zahrnuje asi 20 druhů, rozšířených v mírných a subtropických oblastech severní polokoule, přesahuje však i do Jižní Ameriky (jahodník Fragaria chiloensis). Opylování je zprostředkováno hmyzem.

## Evropská květena
V původní evropské květeně je rod jahodník zastoupen 3 druhy, které všechny rostou i na českém území. Jahodník obecný (Fragaria vesca) je hojně rozšířen po celém území ČR od nížin po montánní, vzácně i subalpínský stupeň (Krkonoše). Roste na humózních, vlhkých i mírně suchých půdách. Podobné ekologické nároky má i jahodník truskavec (Fragaria moschata). Drobnější jahodník trávnice (Fragaria viridis) je teplomilnější a preferuje sušší půdy na bazických podkladech.

## Využití
Jahody jsou žádané ovoce, a proto se jahodníky pěstují v mnoha zahradních odrůdách získaných z některých planých druhů jahodníků. Jedlé jsou však i jahody samotných divokých jahodníků.

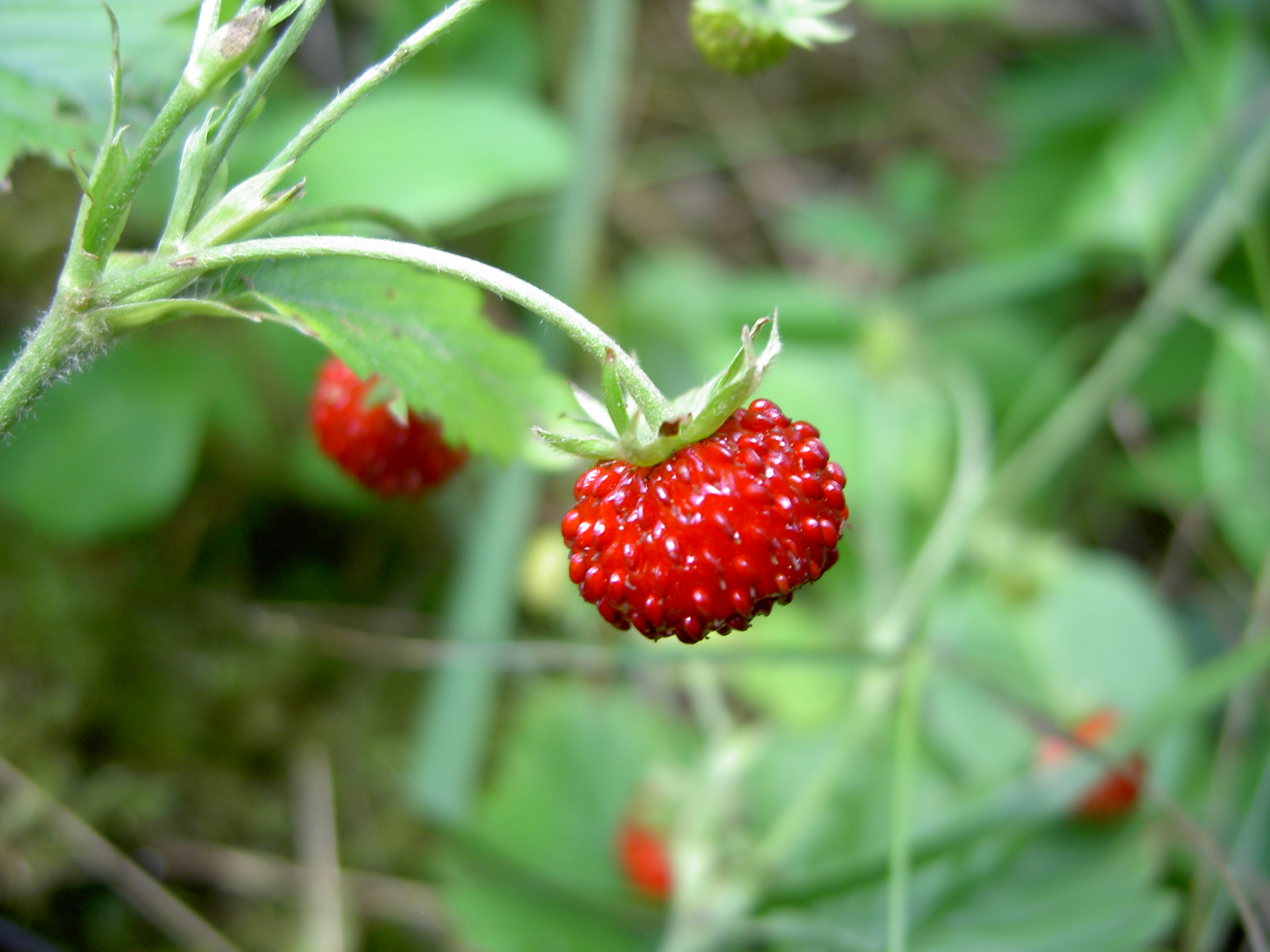
Jahoda jahodníku obecného (Fragaria vesca)
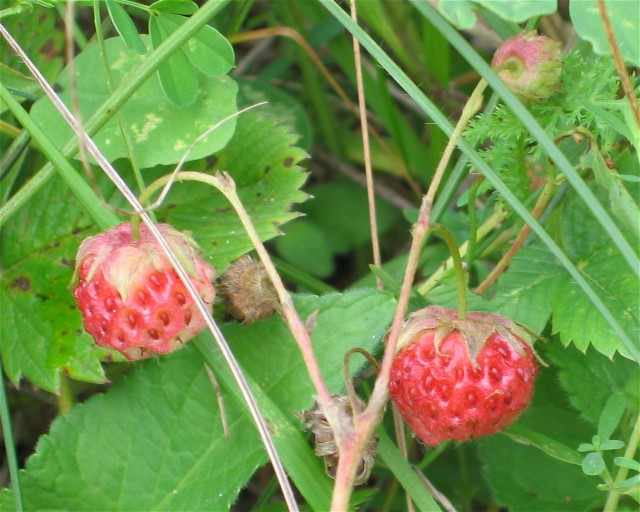
Jahody jahodníku trávnice (Fragaria viridis)
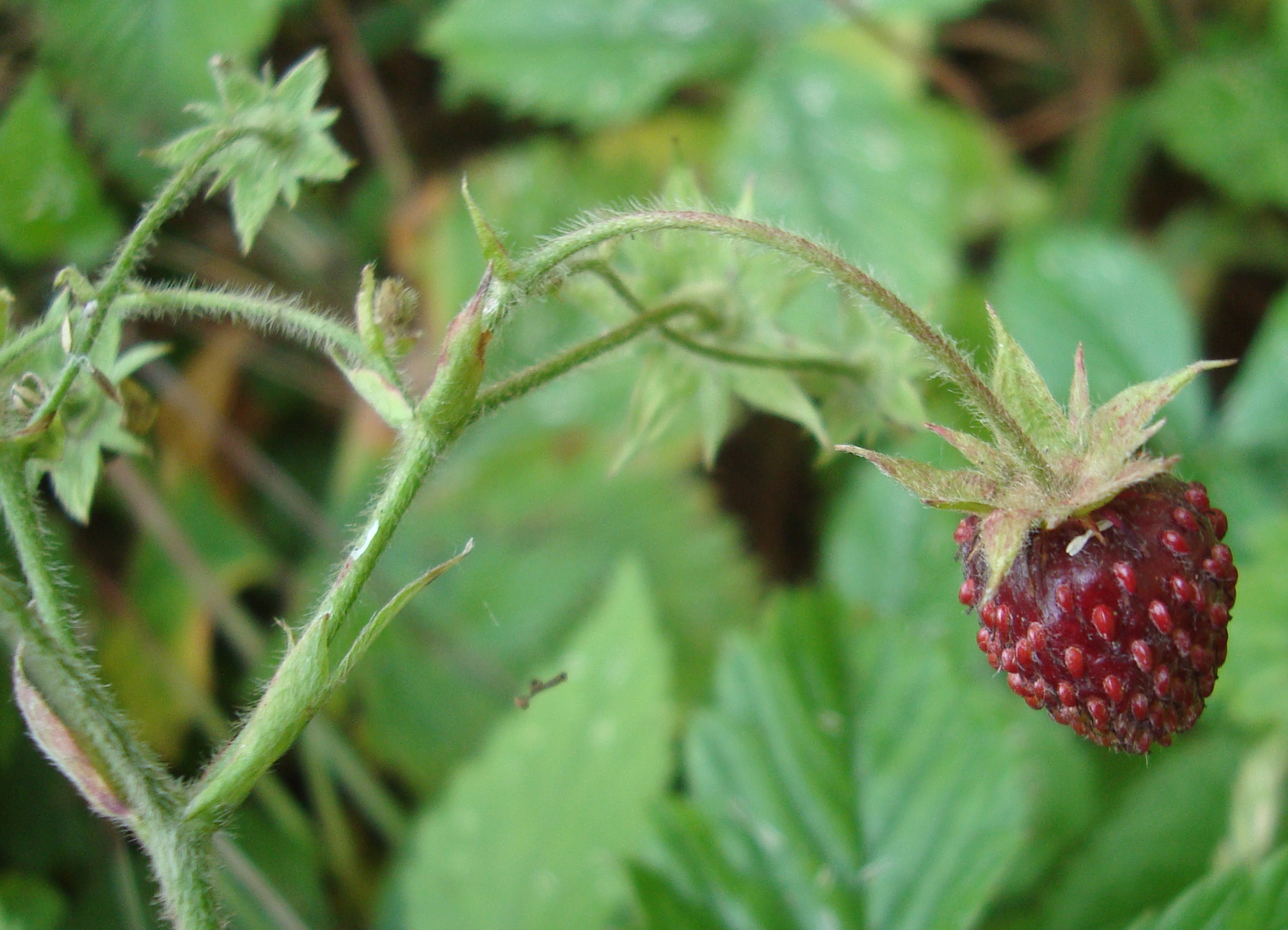
Jahoda jahodníku truskavce (Fragaria moschata)
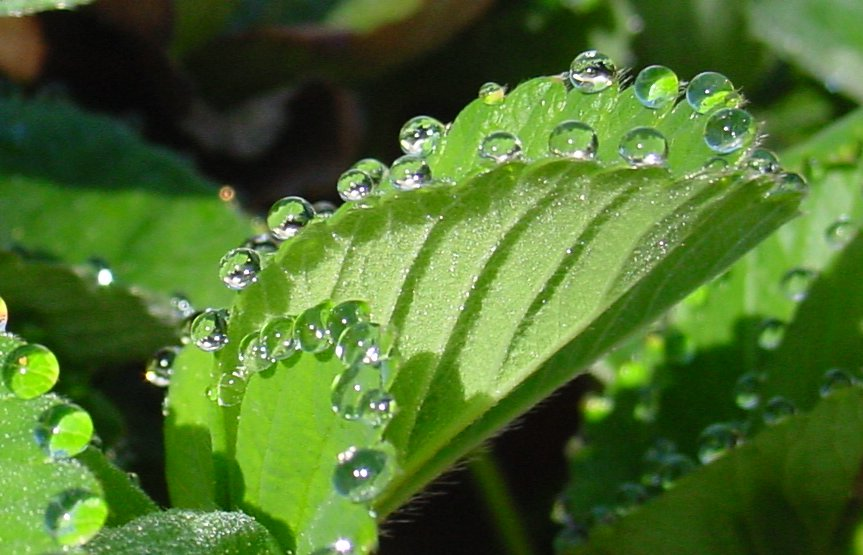
Gutace na listech jahodníku
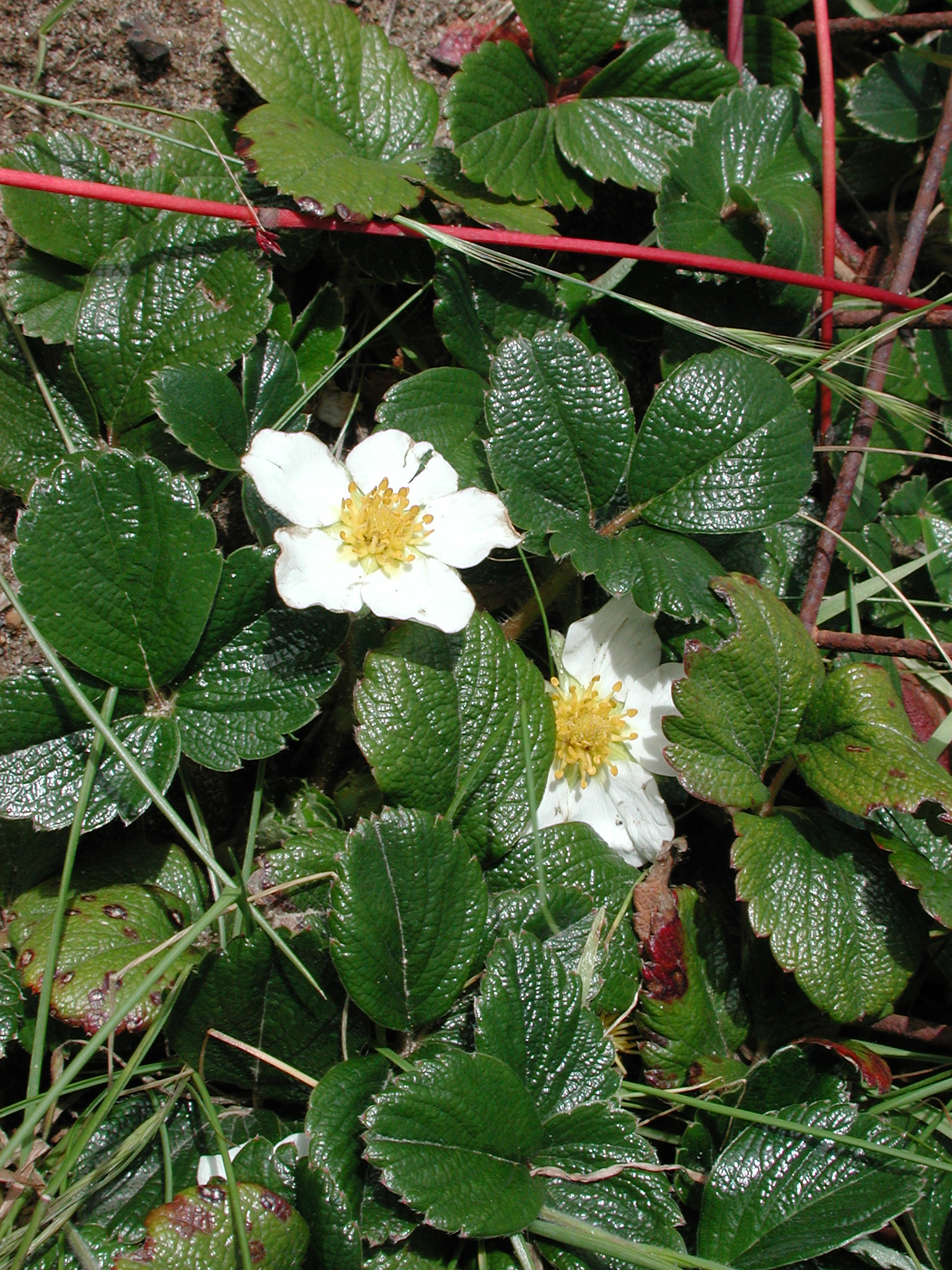
Jahodník Fragaria chiloensis